# Palazzo del Governatore (Piacenza)
Il palazzo del Governatore è un edificio neoclassico, situato sull'intero lato nord di piazza Cavalli, una delle piazze principali del centro storico del comune italiano di Piacenza.

## Storia
Il complesso fu edificato su un'area che precedentemente aveva ospitato, fino al XV secolo, la residenza dei commissari dei duchi Sforza e, in seguito, aveva ospitato gli "Anziani" del governo cittadino.
Nel 1780 venne avviata la selciatura della piazza e la stesura del progetto per un nuovo corpo di fabbrica. Tra il 1787 e il 1789 venne quindi costruita la nuova sede locale del governatore del Ducato di Parma e Piacenza, sotto la direzione dell'architetto comunale piacentino Lotario Tomba, poi progettista, tra le altre opere, del Teatro Municipale, del restauro della basilica di Santa Maria di Campagna e del cimitero comunale.
Il palazzo fu sede dei governatori ducali fino al 1860, quando la città e il suo territorio vennero definitivamente annessi col plebiscito delle province dell'Emilia al Regno di Sardegna e poi all'Italia unita. Durante il regno sabaudo, era la sede delle categorie commerciali e artigiane, delle commissioni prezzi, mentre durante il fascismo l'edificio cambiò nome in "Palazzo dell'Economia Corporativa", salvo poi tornare al nome originario nel secondo dopoguerra.
Negli anni quaranta, il palazzo diventò sede della camera di commercio; tra il 1949 e il 1950, su iniziativa della stessa, avvenne la demolizione dell'isolato retrostante, dell'ex piazzetta di San Gervaso e del vecchio mercato coperto. Furono quindi costruiti la galleria della Borsa e il relativo complesso architettonico, che collega, tramite il palazzo del Governatore, la piazza principale ad alcune vie circostanti. La galleria fu decorata con due lunette ispirate al tema del lavoro, opera del pittore piacentino Luciano Ricchetti, poi successivamente parzialmente oscurate negli anni sessanta dopo la posa di una copertura in vetro nel centro della galleria.
Nel 2024, il Comune di Piacenza ha deciso il trasferimento all'interno del palazzo anche del locale museo di storia naturale.

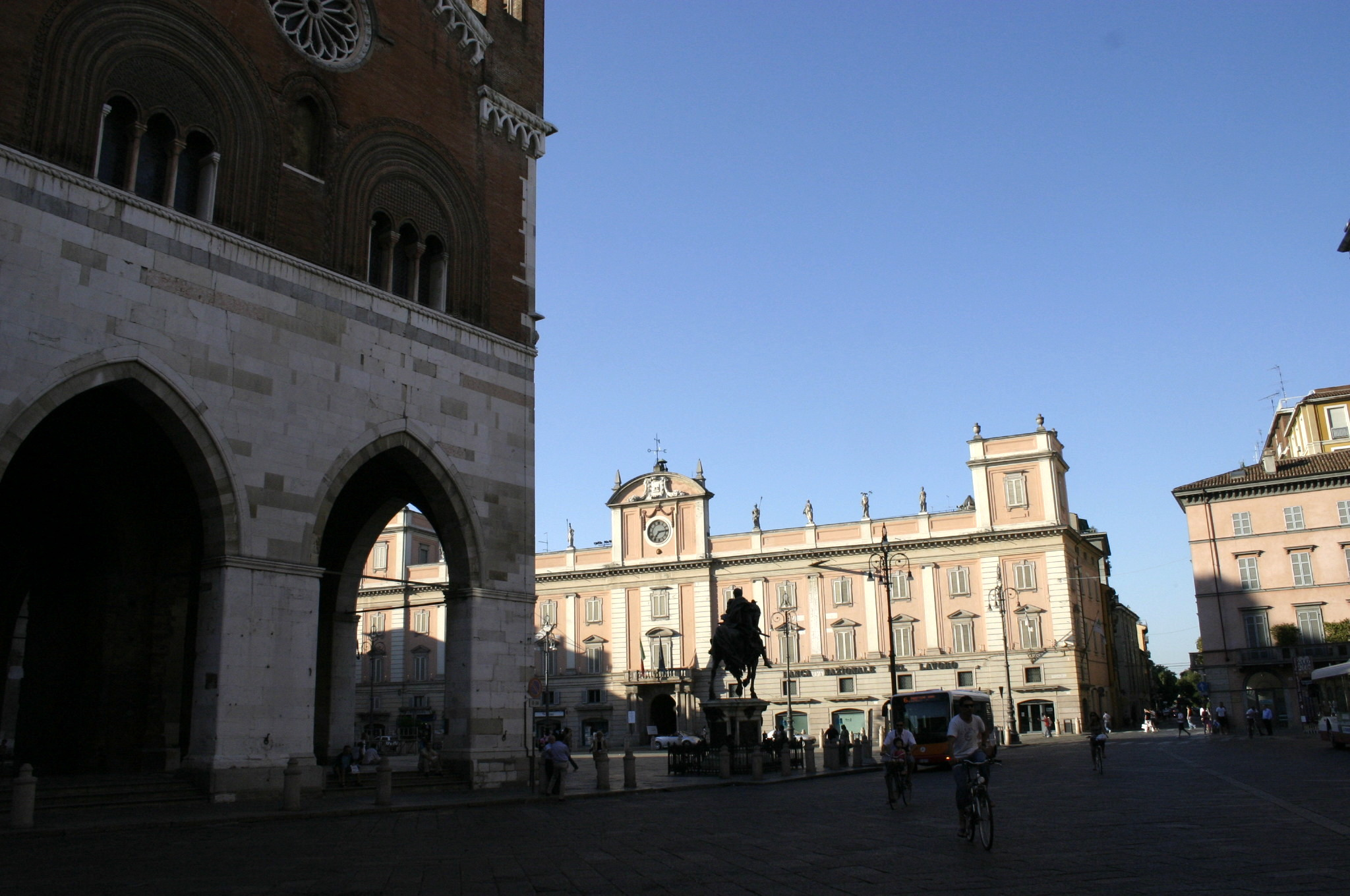
Il palazzo con davanti il Gotico

## Descrizione
Arretrato rispetto alla precedente costruzione, dal fronte a bugnato liscio con due ordini di finestre con cornici a timpano separate da paraste, il palazzo si sviluppa in orizzontale, con una limitata altezza per non sovrastare il palazzo Comunale, posto esattamente di fronte. La facciata è caratterizzata in alto da due torrioni angolari squadrati, da statue mitologiche neoclassiche e da vasi decorativi, che affiancano la cimasa centrale con l'orologio. Il loggiato al piano terra era originariamente aperto, mentre le due torrette laterali e il risalto centrale rinviano a castelli di costruzione contemporanea.
Sulla facciata sono presenti un calendario perpetuo e una meridiana, aggiunti nel 1793 su idea del fisico piacentino Gianfrancesco Barattieri, grande estimatore di Isaac Newton.